# Cathédrale Saint-Jean-Baptiste de Perpignan
Cette  cathédrale n’est pas la seule cathédrale Saint-Jean-Baptiste.
La cathédrale Saint-Jean-Baptiste de Perpignan est une cathédrale catholique du XIVe siècle de style gothique située dans la ville de Perpignan en France. Collégiale à l'époque de sa construction, elle remplace l'édifice roman, dit Saint-Jean-le-Vieux, qui subsiste néanmoins de nos jours, sur son flanc nord. Elle devient cathédrale en 1602, lors du transfert du siège épiscopal du diocèse de Perpignan-Elne depuis Elne.
La cathédrale fait partie d'un ensemble religieux urbain comprenant : cloître-cimetière Campo Santo, l'église Saint-Jean-le-Vieux, la cathédrale Saint-Jean-Baptiste (dite Saint-Jean-le-Neuf), la chapelle Saint-Jean-l'Évangéliste dite de la Funéraria, la chapelle du Dévot-Christ, l'ancien palais épiscopal et le bâtiment dit du Syndicat. Il comprenait également l'hôpital Saint-Jean et le presbytère, démolis.

## Historique

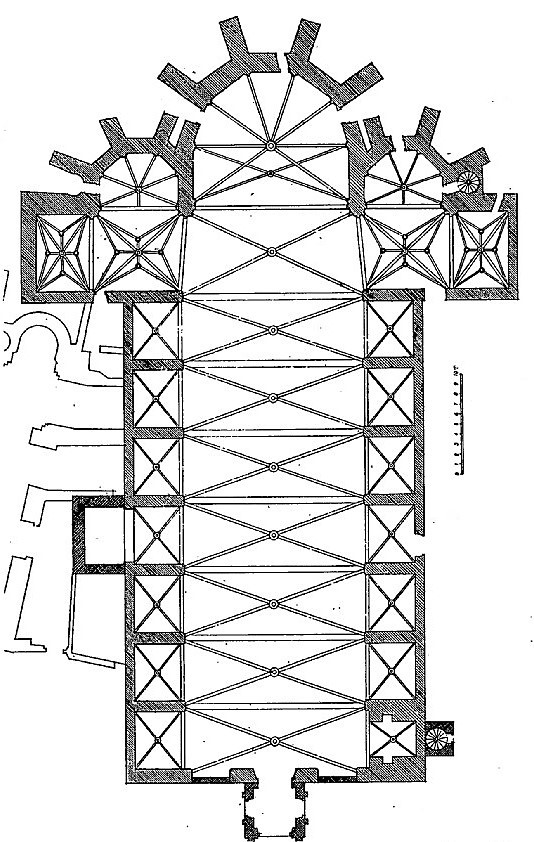
Plan de la cathédrale.
Congrès archéologique de France, 1906.

La cathédrale Saint-Jean-Baptiste de Perpignan est un édifice construit entre 1324 et 1509. À partir de 1602, elle supplanta Elne en tant que siège du diocèse, anciennement diocèse d'Elne, et désormais diocèse de Perpignan-Elne.
Elle succéda à un autre édifice dédié à saint Jean-Baptiste, l'église Saint-Jean-le-Vieux, construite aux XIIe et XIIIe siècles (consacrée en 1246), qui subsiste à son flanc nord. Cette église, siège de la paroisse primitive de Perpignan créée en 1025, devint le siège d'une communauté de chanoines augustins en 1102.
Dès 1230, la chapellenie majeure de cette communauté fut unie au siège épiscopal d'Elne. En 1324, alors que Perpignan était la capitale du royaume de Majorque, le roi Sanche lança le chantier du nouvel édifice qui, s'il n'était pas la cathédrale en titre du diocèse, n'avait pas moins l'ambition de le devenir.

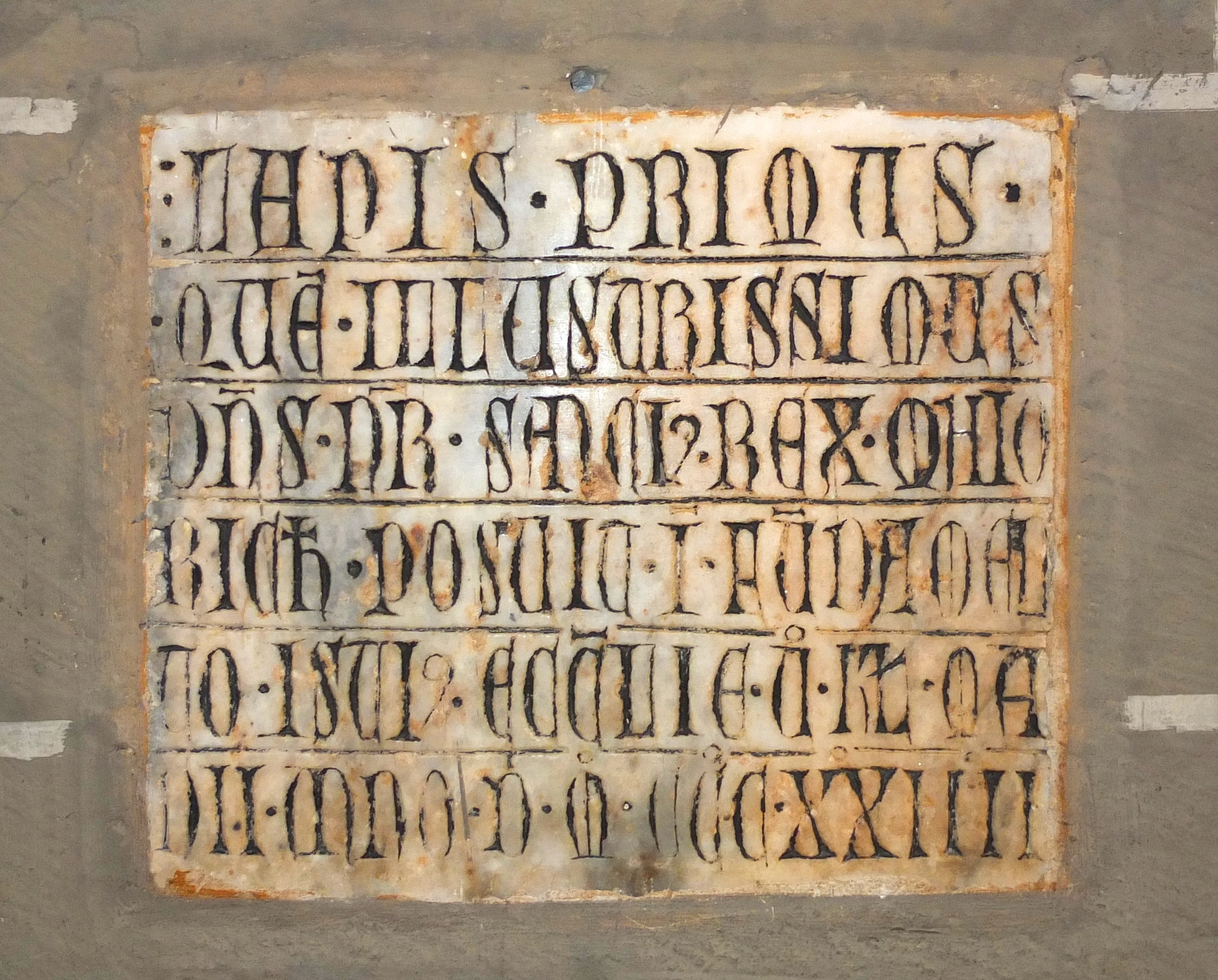
Plaque commémorative de la pose de la première pierre : LAPIS PRIMUS (1324).
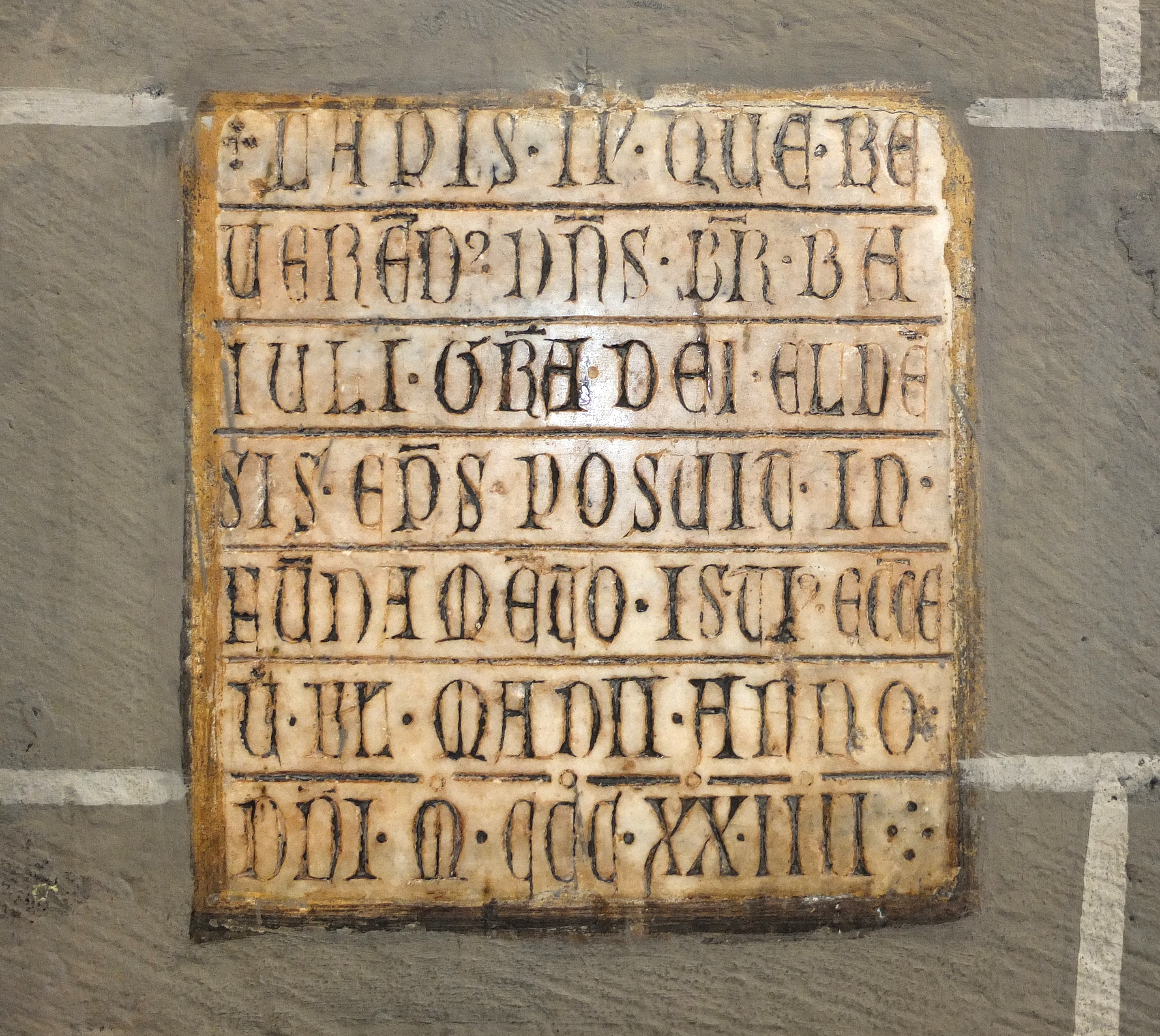
et de la deuxième pierre : LAPIS II (1324).

Pour remplacer le cimetière situé au sud de Saint-Jean-le-Vieux, dont l'espace devait être occupé par la nouvelle construction, on avait commencé dès 1298 par construire un vaste cloître-cimetière situé plus au sud, au détriment d'un espace déjà urbanisé.
La nouvelle église devait comporter trois nefs, sans transept et un chevet simple à trois absides, les bas-côtés étant flanqués de chapelles. Le chantier lancé en 1324 ne connut une activité soutenue que durant moins de vingt ans, l'absidiole sud du chevet étant la seule partie atteignant une certaine hauteur de construction, grâce aux libéralités de la sœur du roi, Sancia de Majorque, reine consort de Naples.
Dès 1344 en effet, ce fut la fin du petit royaume, et quatre ans plus tard, les ravages de la peste noire mirent un coup d'arrêt à l'entreprise. Pendant plus de soixante ans, le chantier n'avança que très peu ou pas du tout. C'est sous l'épiscopat de Jérôme d'Ocon, au début du XVe siècle, que la construction reprit, semble-t-il, sous l'impulsion de Galceran Albert, administrateur du diocèse. Le maître d'œuvre de l'édifice était alors le majorquin Guillem Sagrera, cité comme tel en 1416 et qui assuma ces fonctions malgré son retour à Majorque en 1422.
En 1436, Galceran Albert, parvenu à l'épiscopat, changea, sans doute selon le projet de Sagrera, le plan de l'édifice projeté : la construction fut réduite à une seule nef, de grandes largeur (18 m) et hauteur (26 m), flanquée de chapelles entre contreforts qui remplacèrent les bas-côtés initialement prévus. Ce choix traduisait le désir d'une édification plus facile et moins coûteuse, en même temps qu'il était un choix esthétique en faveur de la nef unique qui s'est imposée depuis la fin du XIIIe siècle comme la formule-type des grandes églises dans le domaine méridional.
La construction suivit à partir de ce moment un rythme régulier, progressant d'ouest en est : c'est au cours la première occupation française du Roussillon, entre 1490 et 1493, que le sanctuaire fut voûté. La première messe fut célébrée en 1504, alors que l'édifice était solennellement consacré le 16 mai 1509, cent quatre-vingt-cinq ans après la pose de sa première pierre.
La cathédrale célèbre ses 700 ans, depuis la pose de la première pierre, le  27 avril 2024. La cérémonie est célébrée par Mgrmonseigneurs Thierry Scherrer (évêque de Perpignan) et Jean-Louis Bruguès.

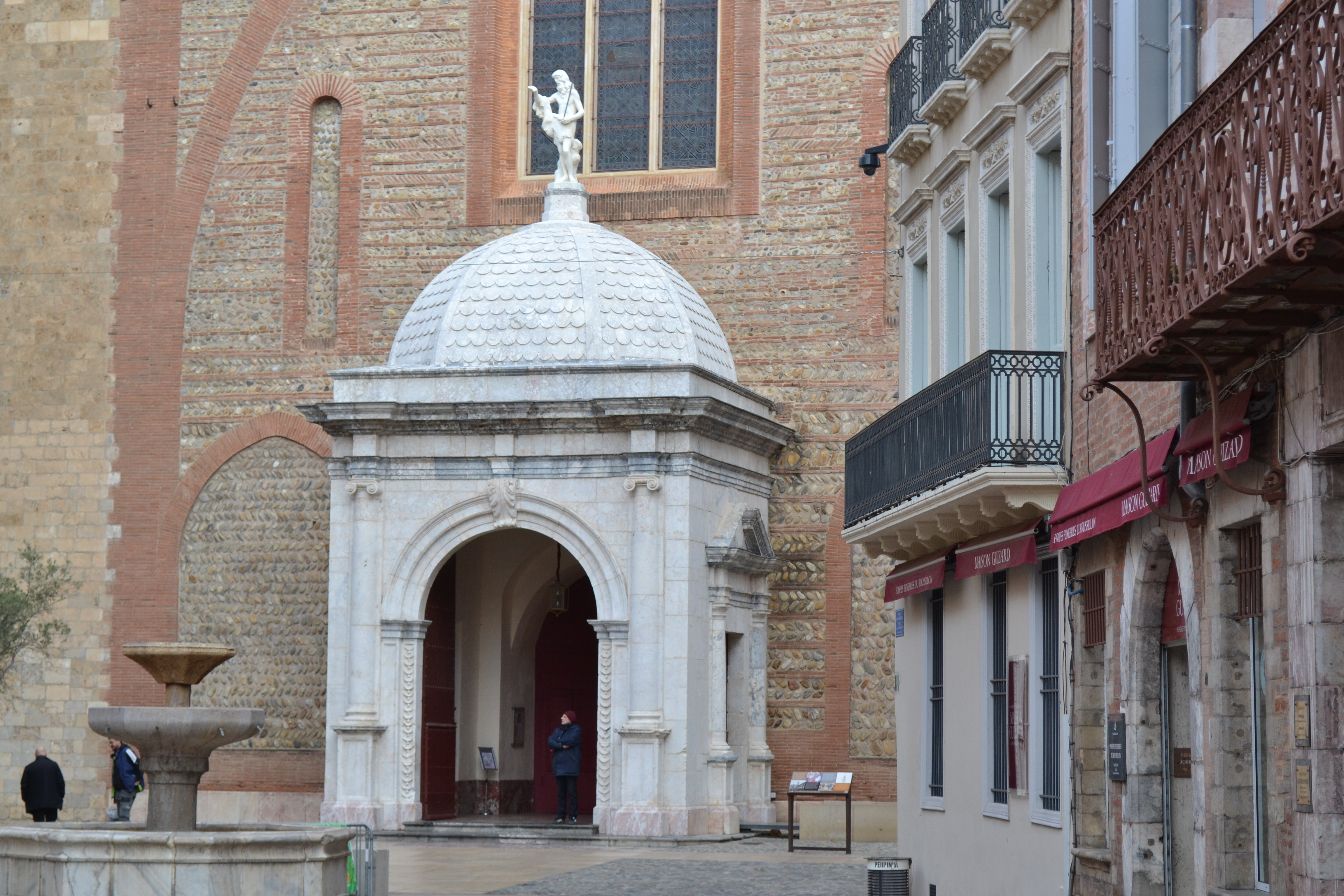
Le porche en marbre blanc du XVIIe siècle.
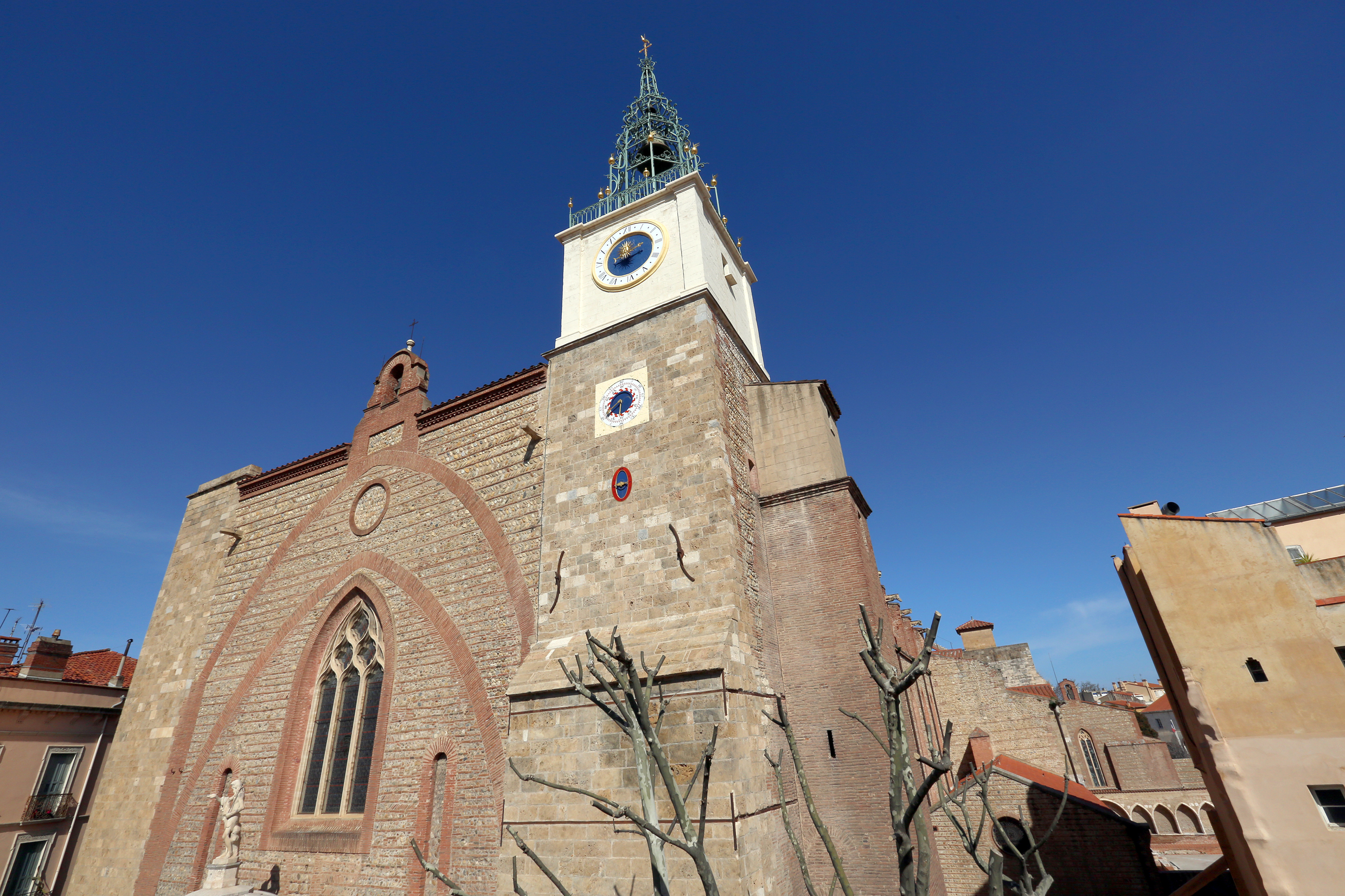
Partie supérieure de la façade occidentale.
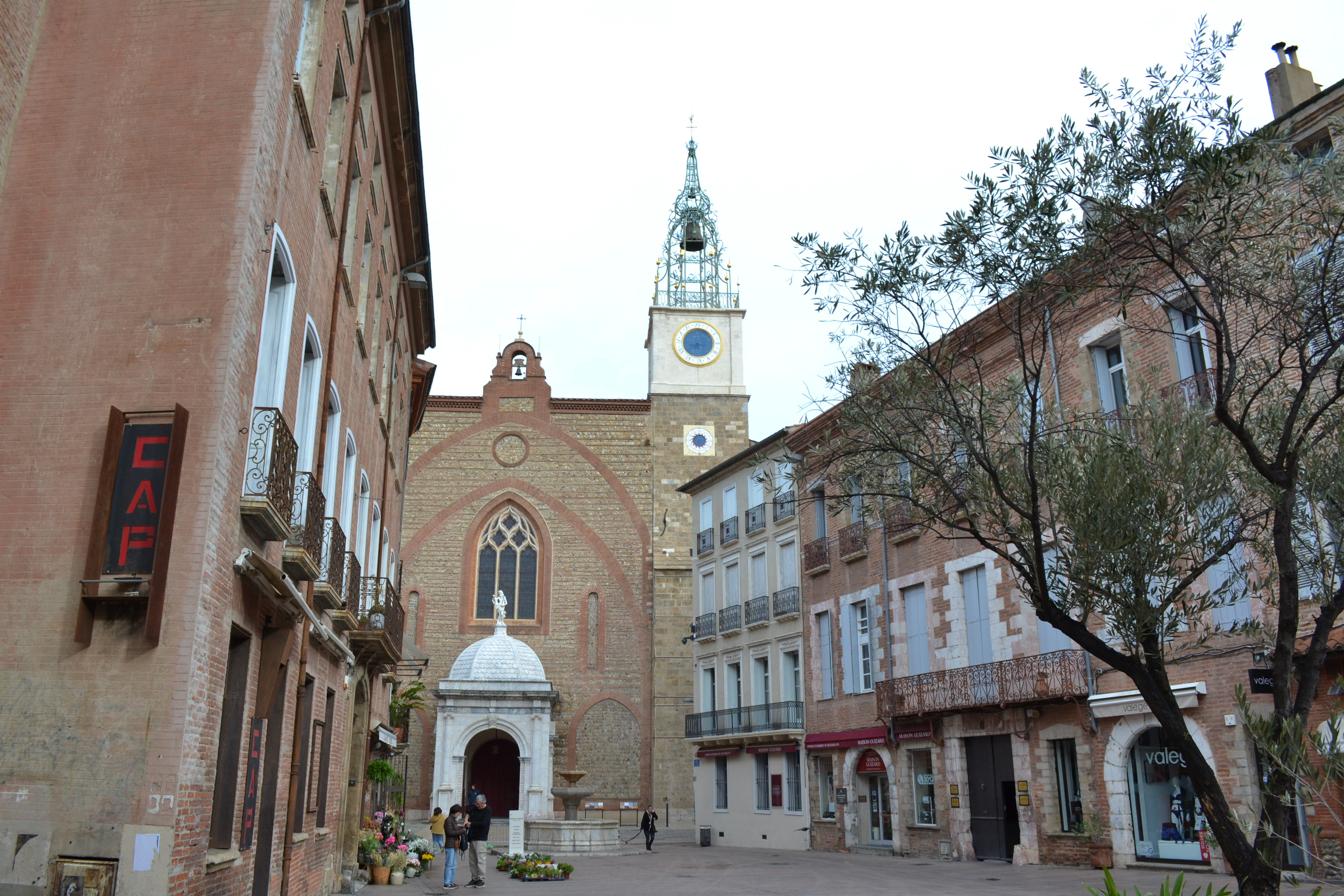
Façade vue depuis le parvis.
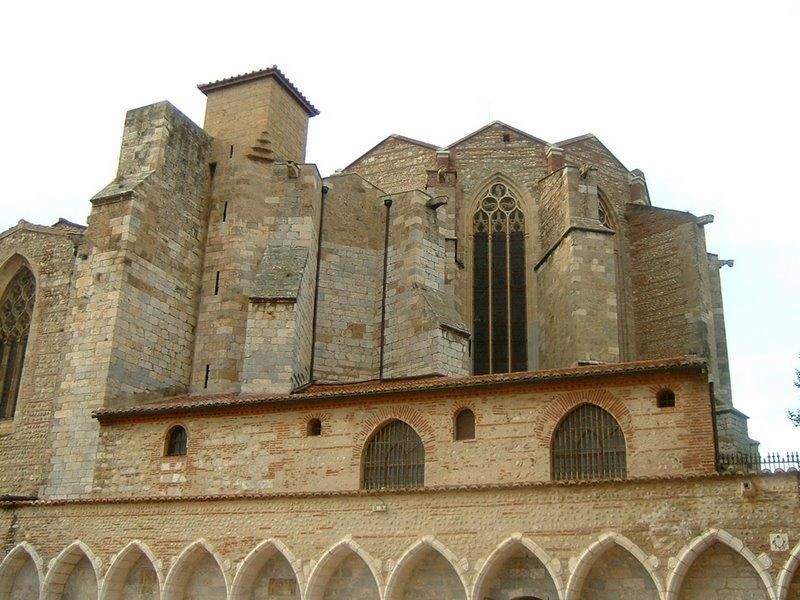
Vue du chevet depuis le Campo Santo.
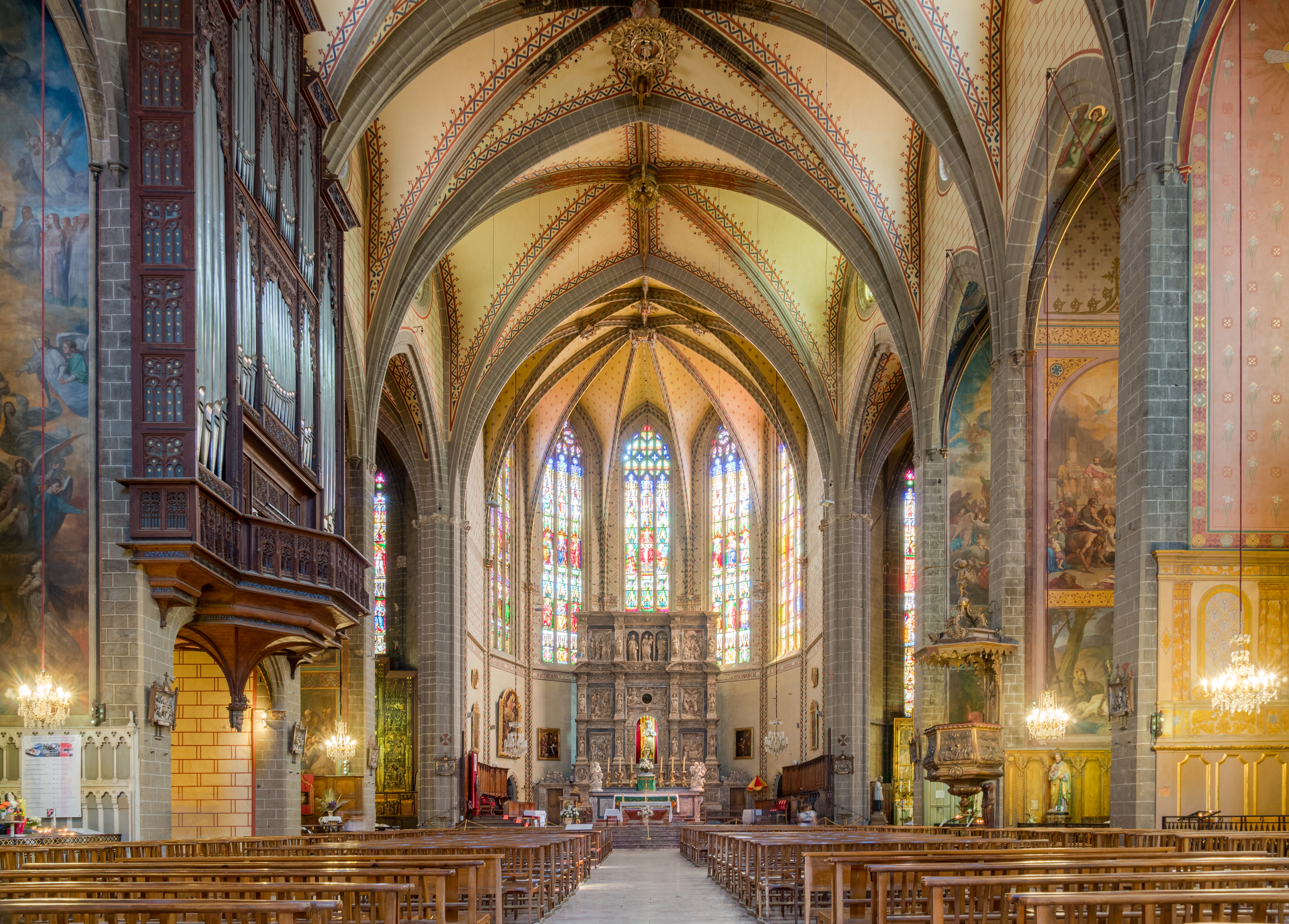
Vue de la nef centrale.

## Description

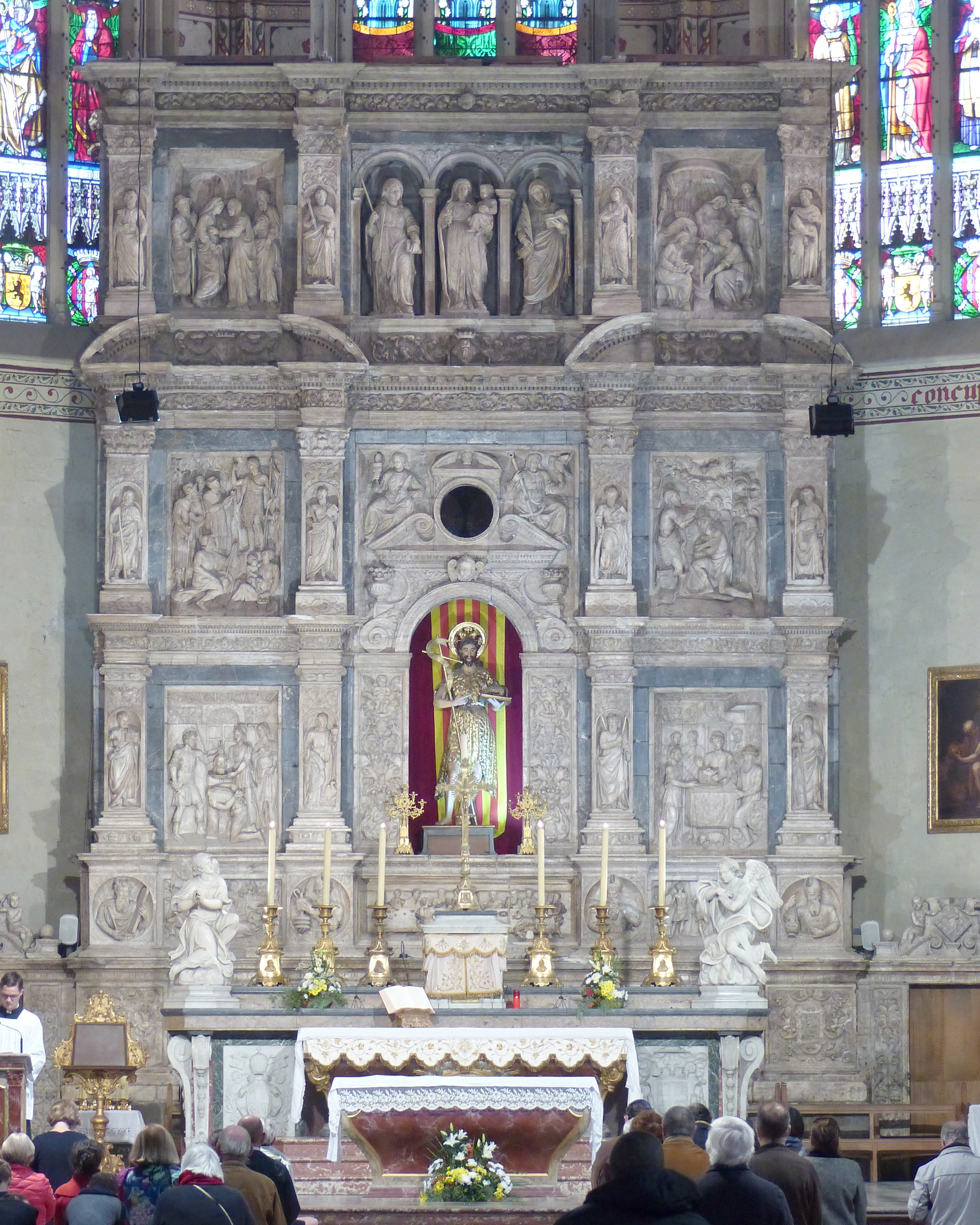
Retable majeur de la cathédrale dédié à saint Jean Baptiste.

La cathédrale actuelle est de style gothique méridional : large nef unique (80 mètres de longueur, 18 de large, 26 de hauteur) de sept travées quadripartites, s'ouvrant sur un transept et une vaste abside rayonnante à sept pans. Une certaine massivité transparaît du fait de l'usage d'une nef large, de piliers d'arcades larges ainsi que de petites ouvertures au niveau des chapelles. Celle massivité se trouve renforcée par les voussures d'ogives, qui à défaut de monter de fond le long des piliers, reposent sur des culots. Nous laissant ainsi face à une impression d'horizontalité. Le caractère sombre de cette Cathédrale, en grande partie causé par l'absence de luminosité et l'emploi d'une pierre de Baixas enduite en gris, est brillamment cassé par l'enduit beige qui recouvre les quartiers des voûtes et les murs de l'abside centrale.
La Cathédrale est dotée de 18 chapelles (y compris absides du transept) dont une grande partie accueillent des retables. Ainsi, l'abside du transept Nord accueille un retable tardo-médiéval en bois peint de Saint-Pierre. Ce retable, auparavant issu de l'église Saint-Jean-le-Vieux de Perpignan, possède un riche décor de dais en dentelle sculptée. En soi, assez comparable au retable Notre-Dame-de-l'espérance de l'Église Saint-Jacques de Perpignan. La chapelle du fond du transept Nord, accueille la chapelle des chanoines avec le retable de Sainte Julie de Corse et de Sainte Eulalie de Mérida (saintes patronnes secondaires de la Cathédrale et du Diocèse) dont le commanditaire, Louis Habert de Montmor, évêque d'Elne-Perpignan de 1680 à 1695, est inhumé en face. Ce retable, sculpté par Jean-Jacques Melair entre 1675 et 1677, fut doré en 1682 par Jean Scriba et doté de deux tableaux venus d'Italie en 1680. Quant à l'abside du transept Sud, elle accueille le Retable de Notre-Dame-de-la-Mangrana. Ce retable, du premier quart du XVIe siècle, est composé de plusieurs panneaux peints ayant pour thème des moments significatifs de la vie de la Sainte Vierge. Il s'agit d'un véritable chef-d'œuvre du début de la Renaissance au niveau local. Enfin, le fond du transept Sud reçoit la chapelle et le retable du Saint-Sacrement.
Les chapelles latérales Nord, accueillent respectivement, en partant de l'Est vers l'Ouest : la chapelle François de Paule, dont le retable en bois doré à la feuille d'or fut sculpté par Lazare Trémullas (dit le père) entre 1645 et 1657, le retable était issu du couvent des Minimes ; un passage vers l'enfeu du roi Sanche de Majorque ; une chapelle des âmes du purgatoire datée de la fin du XIXe siècle ; la chapelle de l'Immaculée Conception, dont le retable sculpté par Trémullas le fils entre 1699 et 1703, est en bois doré ; la chapelle Sainte Thérèse d'Avila, dont le retable provenait auparavant de l'église de l'Ordre des Carmes déchaux de Perpignan ; la chapelle Saint Gaudéric de Viéville, dont le retable fut sculpté par Louis Generès entre 1685 et 1687 ; les fonts baptismaux.
Les chapelles latérales Sud, accueillent respectivement, en partant de l'Est vers l'Ouest : la chapelle et le retable Saint Joseph du XIXe siècle ; la chapelle Saint Laurent du XIXe siècle ; la chapelle et le retable Notre-Dame-du-Mont-Carmel, ce dernier est daté de la fin du XVIIIe siècle et est issu de l'Église des Carmes de Perpignan ; une porte latérale menant à la chapelle du Dévot-Christ de Perpignan et au Campo Santo ; un espace dédié au bureau du Sacristain et auparavant une chapelle dédiée à Saint Jacques (un incendie dans les années 80 à eu raison du retable) ; une chapelle et un retable dédiés à Sainte Marguerite d'Antioche, ce dernier daté du XVIIIe siècle et issu de l'ancien couvent des Capucins) ; une chapelle et un retable de Notre-Dame de Lourdes du XIXe siècle.
La façade occidentale qui était originellement enduite, laisse aujourd'hui apparaître une superbe alliance - typique du Roussillon - de brique (cayroux) de galets de rivière et de pierre de taille. Ainsi, cette façade de galets de rivière piégés dans du mortier, est rythmée par la présence de 4 arcs de décharge en brique et encadrés par deux puissants coins en pierre de taille, faisant de fait, office de contreforts à cette imposante façade. Le coin droit est caractérisé par la présence d'une horloge et d'un campanile construits en 1743. La façade, quant à elle, est surmontée d'un petit clocheton. Un porche a été construit en 1630-1631, en même temps que le parvis devant l'église était clos d'une balustrade (issu de l'ancienne clôture de chœur de l'église) et orné des statues de la Patrie et de la Fidélité (statues disparues au XVIIIe s., parvis détruit vers 1900). Lors des restaurations des XIXe et XXe siècles, une fenêtre de style gothique percée dans la façade remplaça la grande baie rectangulaire que l'on peut voir sur d'anciennes cartes postales.
Le mobilier de la cathédrale est riche. Parmi les nombreuses pièces : le retable du maître-autel (XVIe au XIXe siècle, qui eut une histoire mouvementée), le retable de Nostra Senyora de la Mangrana (XVe siècle), l'orgue (dont l'origine remonte à 1504 : les panneaux peints et la décoration remontent à cette date), les vitraux néo-gothiques (deuxième moitié du XIXe siècle), le Dévot Christ du XIVe siècle (exposé dans la chapelle du même nom, attenante à la cathédrale et dont l'origine remonte au XVIe siècle).

## Le Campo Santo

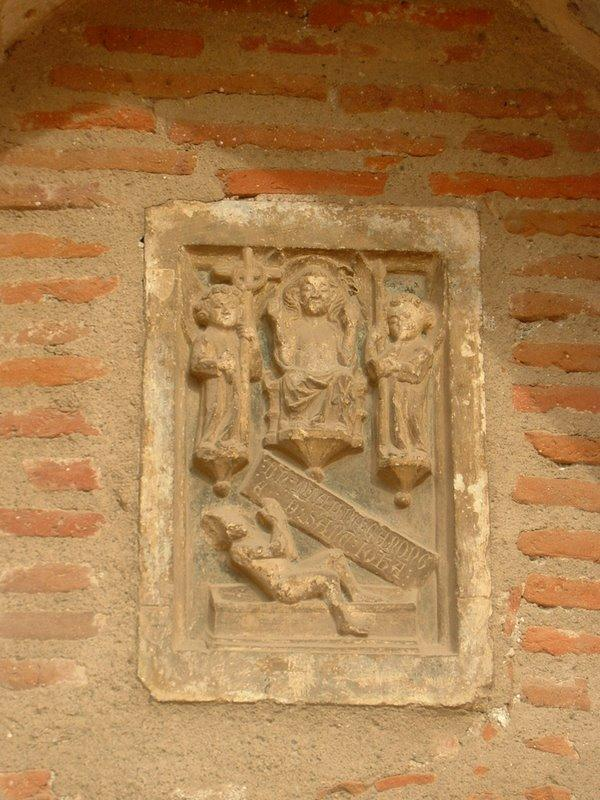
Bas-relief funéraire de Bernat Miafre (représente le Jugement dernier).

Attenant au côté sud de l'édifice, le Campo Santo (ou cloître Saint-Jean) était le cimetière urbain de Perpignan. Il est d'ailleurs la plus ancienne construction de ce type subsistant en France. Sa construction débuta selon toute vraisemblance au tout début du XIVe siècle (voire à la fin du XIIIe), et s'étala durant toute la première moitié du XIVe.
Après la Révolution, les cimetières étant déplacés hors les murs, l'espace fut utilisé pour la construction du Grand Séminaire diocésain (1825). La galerie ouest du cloître fut détruite. Il fallut attendre 1984 pour que la décision fût prise par le conseil général des Pyrénées-Orientales de dégager l'emprise du cloître. La restauration s'acheva en 1991.
Il ne reste plus aujourd'hui que les enfilades d'enfeus des murs de clôture nord, est et sud. De plus, cinq enfeus du côté ouest ont pu être rétablis lors des restaurations. On voit de nombreux éléments de sculptures (pierres funéraires, bas reliefs) intégrés dans les parois de ces enfeus. La chapelle funéraire s'ouvre dans le côté est. Les galeries à claire-voie, très simples (poteaux en bois portant la couverture, avec des piliers aux angles), qui entouraient le cloître ont disparu au début du XIXe siècle, et lors du déblaiement du site quelques éléments en provenant ont été retrouvés et transportés au couvent des Minimes de Perpignan pour les entreposer. 

## Chapelle du Dévot-Christ
La chapelle du Dévot-Christ a été construite en 1534 entre la cathédrale et le cloître Saint-Jean en profitant de l'espace délaissé entre le mur du cloître et la cathédrale réduite en largeur par le changement de plan en 1436, pour y placer ce crucifix en 1543. Cette sculpture a longtemps été supposée être une œuvre espagnole datée de 1529 à partir d'un document du chapitre de la cathédrale. La relecture de ce document a montré que cette date correspondait à une restauration de l'œuvre. Une thèse avait été soutenue par Frederick B. Deknatel (en), à partir des ressemblances de ce Christ avec des crucifix de Westphalie et de la région rhénane, en particulier avec celui de l'église Sainte-Marie-du-Capitole de Cologne, daté de 1304.
Le 4 juillet 1952, on a découvert des reliques dans une cavité aménagée dans le dos du Christ. On y a trouvé un papier détérioré portant des écritures caractéristiques du XIVe siècle. Les services de la Direction des archives ont pu lire : Anno D(om)ni M°CCC° sept(imo) die s(anct)i Mauricii et so(ciorum) (ejus) (po)site fuerunt (hic) reliq(uie) (iste). 
L'analyse de cette sculpture a pu montrer que la forme initiale de la sculpture ressemblait avec celle de Cologne. Le Christ était initialement cloué sur deux branches d'arbre courbes partant du tronc qui ont été remplacées par une traverse horizontale.
Cette découverte a pu confirmer que ce Christ date de 1307 et qu'il vient probablement de Rhénanie. Il serait arrivé à Perpignan en 1528 sans que l'on puisse dire comment,.
Le Dévot-Christ était jusqu'au 16 octobre 1988 utilisé dans le cadre de la Procession de la Sanch. Pour autant, son état de dégradation eut raison de cette tradition qui se reporta sur une copie consacrée en ce jour d'octobre 1988. Le Dévôt-Christ, s'inscrivant dans la tradition iconographique des Christ gothiques douloureux, eût donc un certain écho en cette confrérie de pénitents, censés expier leurs fautes par la douleur d'une procession expiatoire.

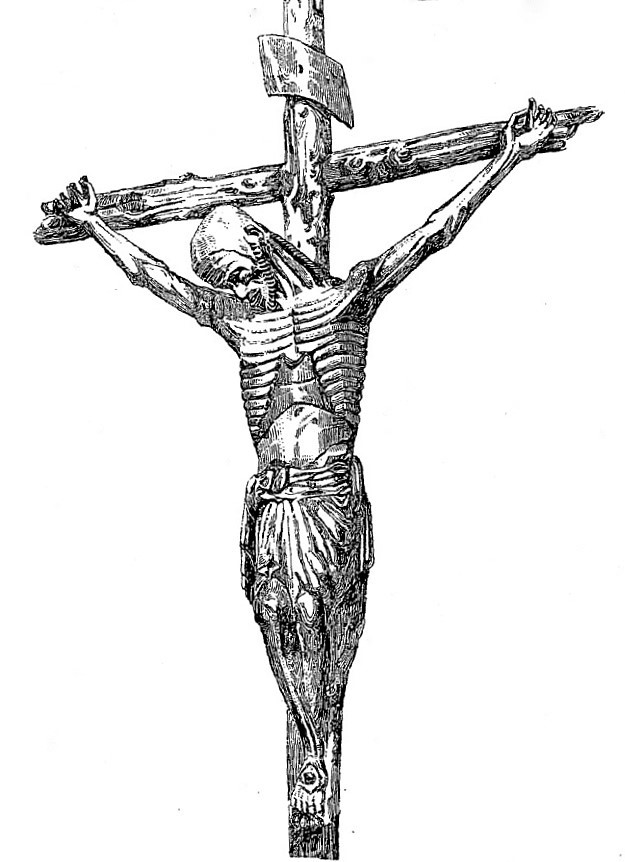
Dévot Christ de Perpignan (1307).
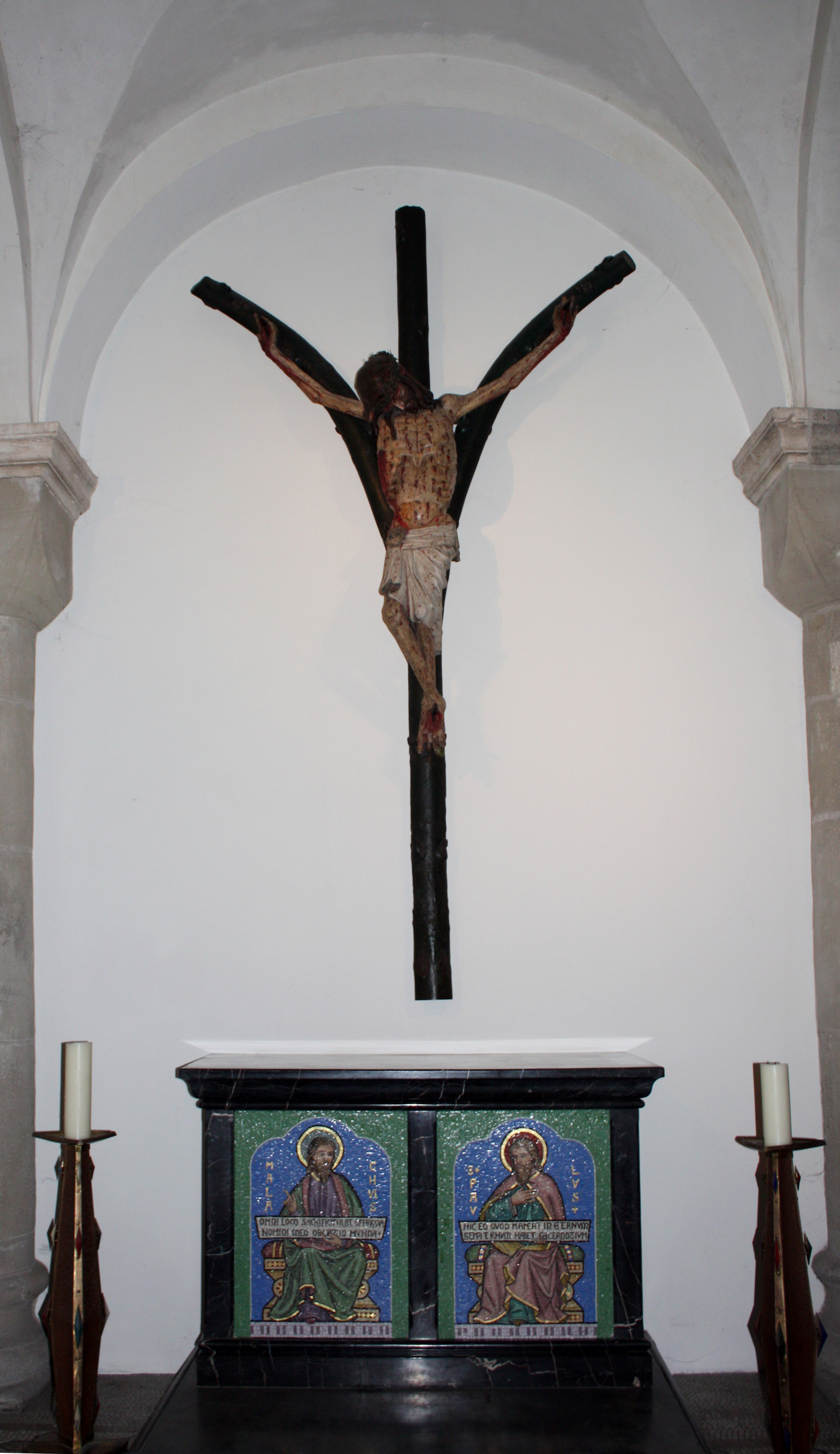
Christ de l'église Sainte-Marie-du-Capitole (1304).

## Les orgues
La cathédrale possède un orgue de tribune et un orgue de chœur. 

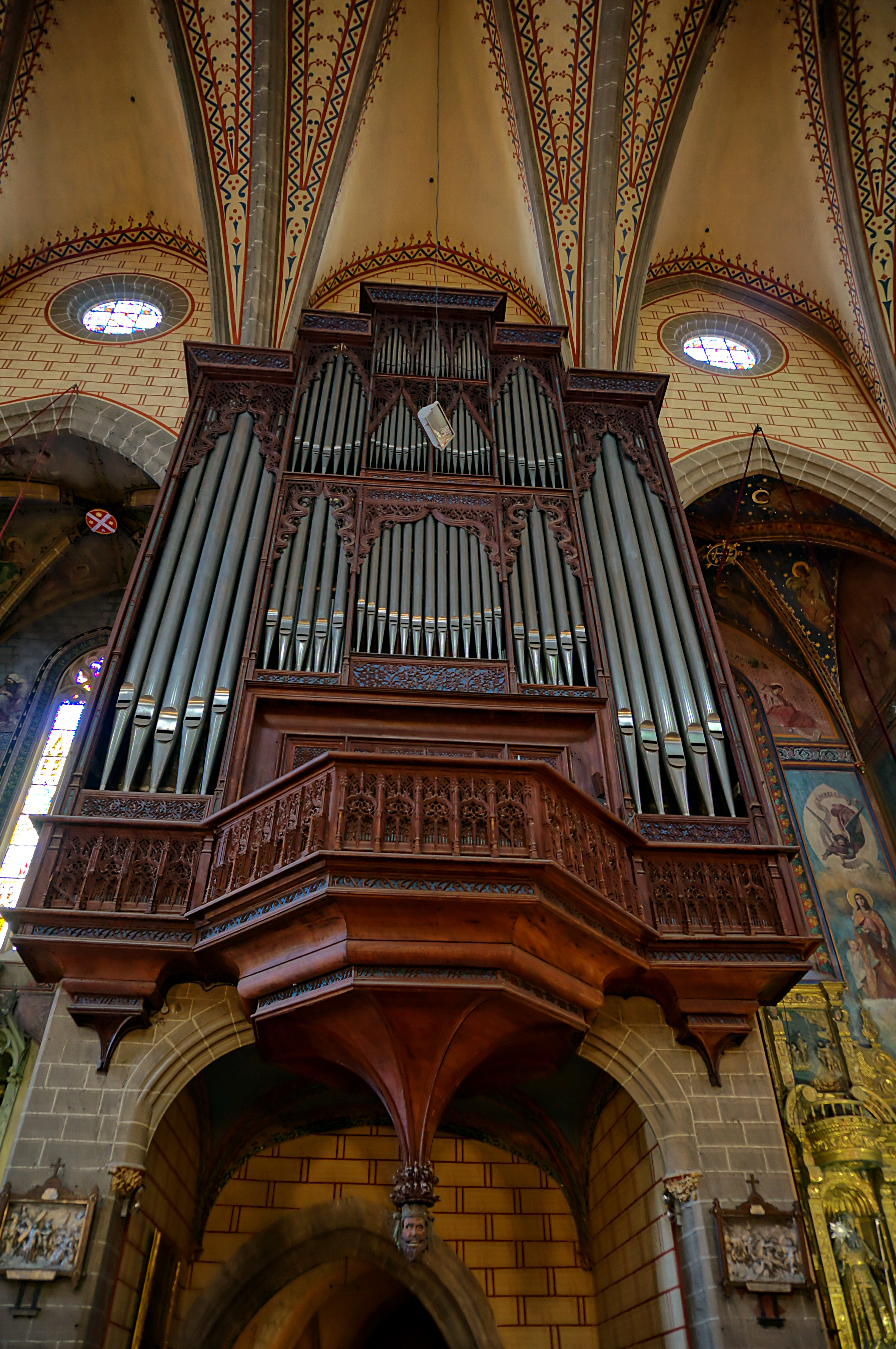
L'orgue de tribune.

### L'orgue de tribune

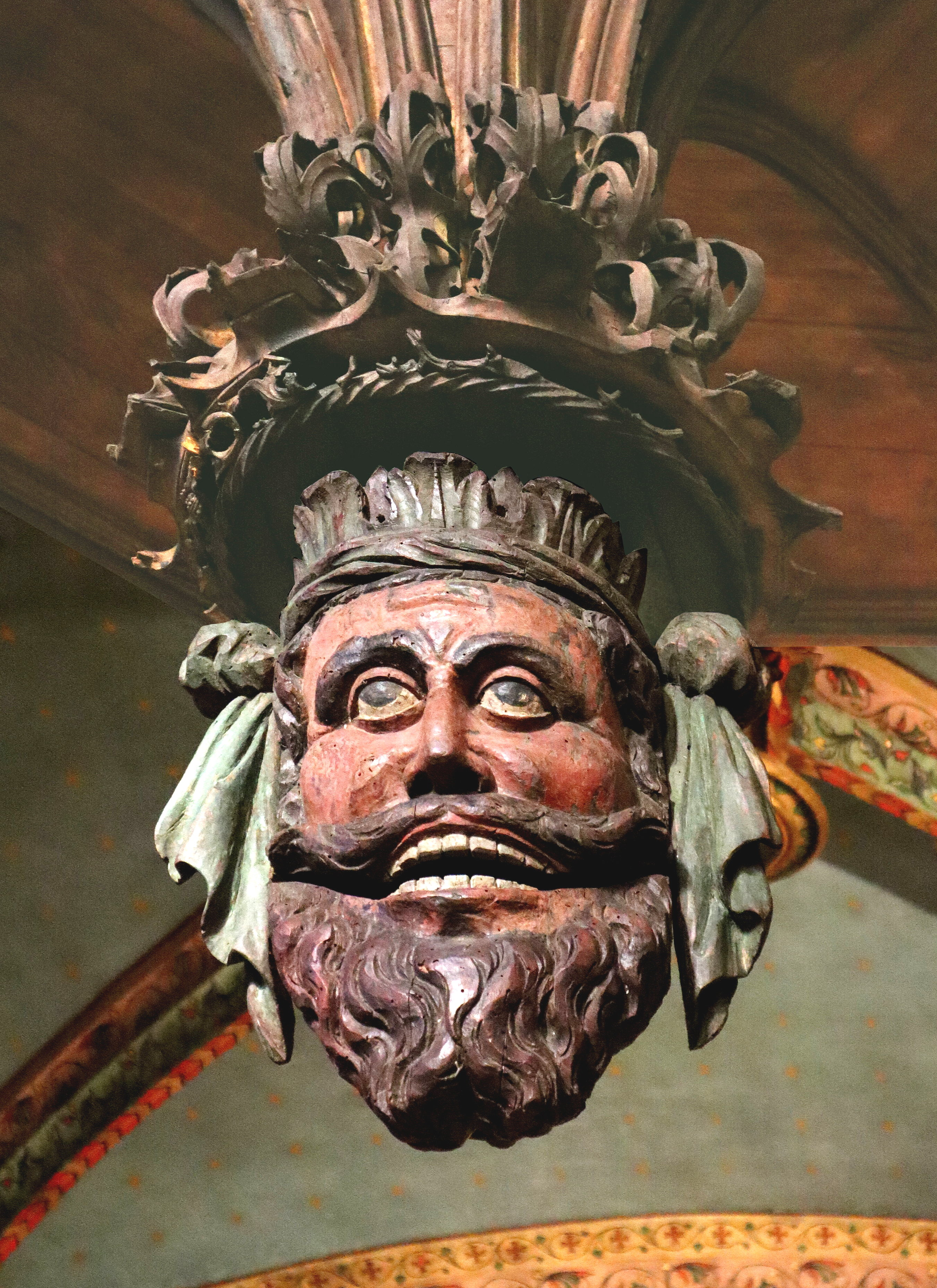
Cul-de-lampe : la "Tête de Maure".

L'orgue de tribune est installé en nid d'hirondelle au milieu de la nef. 
Le buffet, de style gothique flamboyant hispanique date de la toute fin du XVe siècle ; le facteur n'en est pas connu. Une particularité en est la tête de Maure qui orne son point le plus bas, suspendue au « cul-de-lampe ». 
Plusieurs instruments se sont succédé dans ce buffet : le premier, modifié par les facteurs Eustache, père et fils, puis celui de Jean de Joyeuse, plus tard modifié par Christophe Moucherel puis Jean Pujol, enfin l'instrument actuel, par Aristide Cavaillé-Coll, entre 1854 et 1857, qui supprime le positif de dos. 
Les transmissions sont mécaniques, avec deux machines Barker. 
Composition
| I. Bombarde 56 notes |
| Flûte 16'            |
| Bourdon 16'          |
| Bourdon 8'           |
| Flûte harmonique 8'  |
| Prestant 4'          |
| Flûte octaviante 4'  |
| Octavin 2'           |
| Cornet V             |
| Bombarde 16'         |
| 1re Trompette 8'     |
| 2e Trompette 8'      |
| Clairon 4'           |

| II. Grand-Orgue 56 notes |
| Montre 16'               |
| Bourdon 16'              |
| Gambe 16'                |
| Bourdon 16'              |
| Montre 8'                |
| Gambe 8'                 |
| Bourdon 8'               |
| Prestant 4'              |
| Octave 4'                |
| Doublette 2'             |
| Fourniture V             |
| Cymbale IV               |
| Trompette 8'             |
| Clarinette 8'            |
| Clairon 4'               |

| III. Positif 56 notes |
| Quintaton 16'         |
| Montre 8'             |
| Bourdon 8'            |
| Salicional 8'         |
| Prestant 4'           |
| Dulciane 4'           |
| Quinte 2 2/3'         |
| Doublette 2'          |
| Plein-jeu III         |
| Trompette 8'          |
| Cromorne 8'           |
| Clairon 4'            |

| IV. Récit expressif 56 notes |
| Flûte harmonique 8'          |
| Violoncelle 8'               |
| Quintaton 8'                 |
| Voix céleste 8'              |
| Flûte octaviante 4'          |
| Viole 4'                     |
| Octavin 2'                   |
| Cornet V                     |
| Trompette 8'                 |
| Basson-Hautbois 8'           |
| Cor anglais 8'               |
| Voix humaine 8'              |

| Pédale 30 notes |
| Quintaton 32'   |
| Flûte 16'       |
| Flûte 8'        |
| Flûte 4'        |
| Bombarde 16'    |
| Basson 16'      |
| Trompette 8'    |
| Clairon 4'      |

### L'orgue de chœur
Également construit par Cavaillé-Coll, l'instrument ne possède pas de jeu de pédale indépendant.
Composition
| I. Grand-Orgue 56 notes ---- |
| Bourdon 16'                  |
| Principal 8'                 |
| Bourdon 8'                   |
| Prestant 4'                  |
| Plein-Jeu ??                 |
| Trompette 8'                 |
| Clairon 4'                   |

| II. Récit 56 notes ---- |
| Flûte traversière 8'    |
| Viole de gambe 8'       |
| Voix céleste 8'         |
| Flûte octaviante 4'     |
| Octavin 2'              |
| Basson-Hautbois 8'      |
| Voix humaine 8'         |

| Pédale 30 notes ----  |
| Aucun jeu indépendant |

## Les cloches

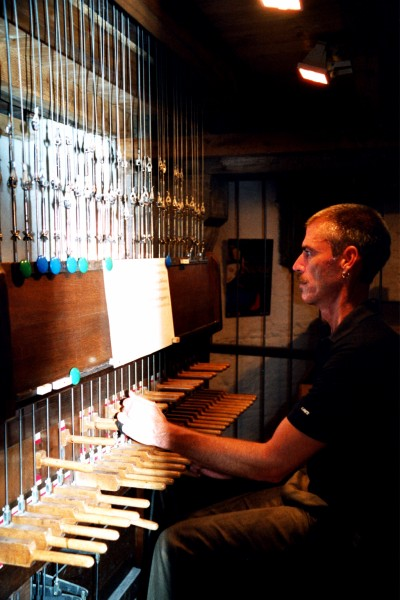
Brian Swager au clavier du carillon Bollée (1878) de la cathédrale Saint-Jean-Baptiste de Perpignan.

La cathédrale de Perpignan est dotée d'un carillon de 46 cloches fondues en 1878 par la fonderie Amédée Bollée du Mans. Le carillon est installé dans le clocher de l'église Saint-Jean-le-Vieux, mitoyen de la cathédrale. En 1996, le carillon, propriété de l’État, a été restauré par l’entreprise France carillons d’Hérépian. Depuis, les carillonneurs, nommés par ordonnances épiscopales, sont chargés de mettre en valeur cet instrument, tant sur le plan cultuel que culturel.
Ce carillon constitue le deuxième ensemble campanaire de la région Languedoc-Roussillon après celui de l'église Saint-Vincent de Carcassonne. Couvrant quatre octaves, le carillon est doté d'un clavier de type « coup de poing » permettant de jouer des airs traditionnels profanes ou religieux. Outre lors des grandes fêtes religieuses (Pâques, Noël, Ascension, Pentecôte, Assomption et Toussaint), le carillon est régulièrement utilisé, notamment le samedi après-midi. Parmi ces quarante-six cloches, quatre peuvent sonner en volée (rétro-équilibrée) et sont utilisées pour les offices religieux. Le bourdon pèse 1,63 tonne, mesure 137,7 cm de diamètre et donne la note ré3. Le carillon de Perpignan est classé Monument historique en 1990.
La cathédrale est également dotée d'un petit carillon pour l'horloge, situé dans un campanile en fer forgé au sommet de la tour du beffroi, sur la droite de la façade principale. Les cloches sont sonnées par tintements. Le bourdon mesure 202 cm de diamètre et pèse près de 5 tonnes, fondu en 1418 c'est une des plus anciennes et des plus grosses cloches de la région. Il est surmonté d'une cloche plus petite, qui sonne les quarts.

## Mobilier
Le 12 octobre 2007, 80% du « trésor liturgique historique et artistique de la Cathédrale » est subtilisé au cours de la nuit. La majorité des pièces ne remontaient qu’au XIXe siècle.

### Sources et bibliographie
Par ordre chronologique de parution :
- « Cathédrale de Perpignan », dans Congrès archéologique de France. 73e session. À Carcassonne et Perpignan. 1906, Société française d'archéologie, Paris, 1907, p. 109-113 (lire en ligne)
- Albert Mayeux, « Disposition de la toiture de la cathédrale de Perpignan », dans Congrès archéologique de France. 73e session. À Carcassonne et Perpignan. 1906, Société française d'archéologie, Paris, 1907, p. 656-658 (lire en ligne)
- Pierre Ponsich, « La cathédrale Saint-Jean de Perpignan », dans Congrès archéologique de France. 112e session. Le Roussillon. 1954, Société française d'archéologie, Paris, 1955, p. 51-86
- Marcel Durliat, « Le mobilier de la cathédrale de Perpignan », dans Congrès archéologique de France. 112e session. Le Roussillon. 1954, Société française d'archéologie, Paris, 1955, p. 87-98
- Marcel Durliat, Roussillon roman, Saint-Léger-Vauban, Zodiaque, coll. « La Nuit des temps » (no 7), 1986 (4e édition), 321 p. (ISBN 978-2-7369-0027-4 et 2-7369-0027-8)
- Sous la direction de Jean-Marie Pérouse de Montclos, Le guide du patrimoine Languedoc Roussillon, Hachette, Paris, 1996, p. 430-431-434,  (ISBN 978-2-01-242333-6)
- Collectif, Études roussillonnaises : Revue d'histoire et d'archéologie méditerranéennes, t. XIX : L'Ensemble cathédral Saint-Jean-Baptiste de Perpignan, Canet-en-Roussillon, Les Amis du Vieux Canet, 2002
- Géraldine Mallet, Églises romanes oubliées du Roussillon, Montpellier, Les Presses du Languedoc, 2003, 334 p. (ISBN 978-2-8599-8244-7)